# Papa Lucio I
Lucio I (Roma, ... – Roma, 5 marzo 254) è stato il 22º papa della Chiesa cattolica, che lo venera come santo. Fu papa dal 25 giugno 253 fino alla sua morte.

## Biografia
Nato a Roma in data sconosciuta, nulla si sa della sua famiglia ad eccezione del nome di suo padre, Porfiriano, riportato nel Liber pontificalis. Dove l'autore di questo documento abbia ricavato l'informazione è tuttavia ignoto.
Dopo la morte di papa Cornelio, avvenuta in esilio nell'estate del 253, a succedergli come vescovo di Roma fu scelto Lucio. Poiché la persecuzione della Chiesa che sarebbe iniziata, per le fonti cristiane, sotto l'imperatore Gaio Vibio Treboniano Gallo (e durante la quale Cornelio era stato bandito) proseguiva, anche Lucio fu esiliato immediatamente dopo la sua consacrazione. Di lì a poco, presumibilmente quando Valeriano divenne imperatore, però gli fu permesso di tornare in città. Il Catalogo Feliciano, le cui informazioni si trovano nel Liber Pontificalis, narrava del bando e del miracoloso ritorno di Lucio: Hic exul fuit et postea nutu Dei incolumis ad ecclesiam reversus est.
San Cipriano, che scrisse una lettera di congratulazioni a Lucio per la sua elevazione alla sede romana e per il suo bando, gli spedì una seconda lettera in cui si compiaceva per il suo ritorno dall'esilio. La lettera iniziava:
Cipriano continuava affermando che il ritorno dall'esilio non rimpiccioliva la gloria della professione e che la persecuzione, che era diretta solamente contro i confessori della vera Chiesa, aveva provato quale fosse la Chiesa di Cristo. In conclusione egli descriveva la gioia della Roma cristiana per il ritorno del suo pastore.
Quando Cipriano sosteneva che Dio attraverso la persecuzione "cercò di far vergognare gli eretici e di ridurli al silenzio, così da far vedere dove era la vera Chiesa, chi fosse il suo vescovo scelto dalla grazia di Dio, chi fossero i suoi presbiteri in comunione col vescovo nella gloria del sacerdozio, chi fosse il vero popolo di Cristo, unito nel Suo gregge da un amore particolare, chi fossero coloro che erano oppressi dai nemici e allo stesso tempo coloro che erano protetti da Satana come propri", evidentemente si riferiva ai seguaci di Novaziano.
Infatti, durante il pontificato di Lucio, lo scisma di Novaziano, autoproclamatosi papa in opposizione a Cornelio, continuò.
Riguardo al riaccoglimento dei "lapsi" (ricaduti nel paganesimo) Lucio si conformò ai principi di Cornelio e Cipriano. Secondo la testimonianza di quest'ultimo, contenuta in una lettera a papa Stefano I, Lucio, come Cornelio, espresse il suo pensiero per iscritto: Illi enim pleni spiritu Domini et in glorioso martyrio constituti dandam esse lapsis pacem censuerunt et poenitentia acta fructum communicationis et pacis negandum non esse litteris suis signaverunt (Anche a loro, colmi dello spirito di Dio e confermati nel glorioso martirio, dopo la giusta penitenza, non dovrebbe essere negato il godimento della comunione e della riconciliazione).

## Morte e sepoltura
Lucio morì all'inizio di marzo del 254. Nella Depositio episcoporum, la "Cronografia del 354" indica la sua data di morte nel 5 marzo, mentre il Martyrologium Hieronymianum nel 4 marzo. Forse Lucio morì il 4 marzo e fu sepolto il 5.
Secondo il Liber Pontificalis questo papa fu decapitato al tempo di Valeriano, ma questa testimonianza non può essere accettata perché le persecuzioni di Valeriano iniziarono più tardi del marzo 254. È vero che Cipriano nella lettera a Stefano sopra riportata gli tributa, così come a Cornelio, il titolo onorario di martire: servandus est enim antecessorum nostrorum beatorum martyrum Cornelii et Lucii honor gloriosus (la gloriosa memoria dei nostri predecessori i beati martiri Cornelio e Lucio dovrà essere preservata), ma probabilmente si riferiva al breve esilio di Lucio. Cornelio, che morì in esilio, dopo la sua morte fu onorato come martire dai romani, ma non Lucio. Nel calendario romano delle feste, "Cronografia del 354", viene ricordato nel Depositio episcoporum, ma non nel Depositio martyrum. Ciononostante, come si evince dal Martyrologium Hieronymianum, la sua memoria era particolarmente onorata. Eusebio di Cesarea, inoltre, riportava (Historia Ecclesiastica, VII, 10) che Valeriano nella prima parte del suo regno fu favorevole ai Cristiani, infatti, il primo editto di persecuzione dell'imperatore apparve solamente nel 257.
Lucio fu sepolto in un compartimento della cripta papale nelle catacombe di San Callisto. Durante gli scavi della cripta, Giovanni Battista de Rossi rinvenne un grande frammento dell'epigrafe originale che riportava solamente il nome del papa in greco: LOUKIOS. La lastra era rotta immediatamente dopo questa parola, e probabilmente non c'era scritto altro oltre al titolo EPISKOPOS (vescovo). Le reliquie del santo furono traslate da papa Paolo I (757-767) nella Chiesa di San Silvestro in Capite, poi da papa Pasquale I (817-824) nella Basilica di Santa Prassede. Parte delle sue ossa sono conservate nella chiesa di San Pietro Martire a Meda (nei pressi del luogo dove sorgeva l'azienda ICMESA da cui ebbe origine il disastro di Seveso). La sua testa attualmente è conservata in un reliquiario nella Cattedrale cattolica di Sant'Ansgar a Copenaghen, in Danimarca. La reliquia venne portata a Roskilde attorno all'anno 1100, dopo che Lucio era stato dichiarato patrono della regione danese della Selandia da papa Pasquale II (1099-1118). È tra le poche reliquie ad essere sopravvissute alla Riforma in Danimarca.
L'autore del Liber Pontificalis ha attribuito arbitrariamente a San Lucio un decreto secondo il quale due presbiteri e tre diaconi dovevano sempre accompagnare il vescovo per essere testimoni della sua vita virtuosa: Hic praecepit, ut duo presbyteri et tres diaconi in omni loco episcopum non desererent propter testimonium ecclesiasticum. È probabile che tale misura si sarebbe resa necessaria, a certe condizioni, in un periodo più tardo; ma ai tempi di Lucio ciò era inconcepibile. La storia contenuta nel Liber Pontificalis secondo cui Lucio, in punto di morte, diede all'arcidiacono Stefano il potere sulla Chiesa (come accadrà tre secoli dopo a Felice III e Bonifacio II) è inventata.

## Culto
La festa di San Lucio si celebra il 5 marzo.
Dal Martirologio Romano: